# 尤加馬克島
尤加馬克島（英語：Ugamak Island；阿留申語：Ugangax̂）是美國的島嶼，位於太平洋海域，屬於克列尼岑群島的一部分，由阿拉斯加州負責管轄，長8公里，最高點海拔高度172米，島上無人居住。
54°12′44″N 164°49′15″W / 54.21222°N 164.82083°W